# Günther Oettinger
Günther Oettinger (født 15. oktober 1953 i Stuttgart) er en tysk politiker, der fra 2005-2010 var ministerpræsident i Baden-Württemberg, valgt for CDU, hvis delstatsorganisation han var formand for. Han var Europa-Kommissær fra 2010 til 2019. Først kommissær for energiområdet i Barroso-kommissionen 2010-2014, dernæst kommissær for digital økonomi og samfund i Juncker-kommissionen til 2017 hvor skiftede ressortområde til budget og menneskelige ressourcer.
Oettinger opnåede en kandidatgrad i jura fra Eberhard Karls Universität Tübingen i 1982 og fungerede derefter som revisor og skatterådgiver. Fra 1984 arbejdede han som advokat, og blev i 1988 partner i selskabet.
Han begyndte sin politiske karriere i Junge Union, som han var delstatsformand for i Baden-Württemberg 1983-1989. Fra 2001 til 2005 var han formand for CDU i Nordwürttemberg og var desuden formand for partiets mediepolitiske udvalg på forbundsplan. Han blev folkevalgt første gang i 1984, hvor han blev medlem af landdagen i Baden-Württemberg. Han var partiets leder i landdagen 1991-2005. Da Erwin Teufel i oktober 2004 havde meldt sin afgang som ministerpræsident, blev Oettinger udpeget som hans afløser efter en afstemning i partiet. Han blev valgt som ny ministerpræsident 19. april 2005. Ved sit første delstatsvalg i 2006 lykkedes det partiet at bevare flertallet, og Oettinger blev leder af en koalitionsregering med FDP.
I 2010 blev han udnævnt til kommissær i Barrosos anden kommission. Han fortsatte som kommissær i Juncker-kommissionen 2014-2019.